# آروسیاک گریگوریان
آروسیاک گریگوریان (ارمنی: Արուսյակ Գրիգորյան; زاده ۱۱ آوریل ۱۹۷۷) استاد فیده زنان اهل ارمنستان است.
گریگوریان در ۳۱مین دوره المپیاد شطرنج در ترکیب تیم ارمنستان شرکت کرد.
وی همچنین نخستین بازی خود را در مسابقات قهرمانی شطرنج تیمی اروپا در سال ۱۹۹۲ در ترکیب تیم ارمنستان انجام داد.
| به‌دلیل برخی مشکلات فنی، نمودارها موقتاً قابل مشاهده نیستند. اطلاعات بیشتر پیرامون این مشکل در فابریکاتور و وبگاه مدیاویکی در دسترس است. | |
| | به‌دلیل برخی مشکلات فنی، نمودارها موقتاً قابل مشاهده نیستند. اطلاعات بیشتر پیرامون این مشکل در فابریکاتور و وبگاه مدیاویکی در دسترس است. |